# Saison 3 de Dallas
Chronologie
Saison 2 Saison 4
Cet article présente les 25 épisodes de la troisième saison de la série télévisée américaine Dallas.

## Distribution

### Acteurs principaux
- Barbara Bel Geddes : Ellie Ewing
- Jim Davis : Jock Ewing
- Patrick Duffy : Bobby Ewing
- Linda Gray : Sue Ellen Ewing
- Larry Hagman : J. R. Ewing
- Steve Kanaly : Ray Krebbs (sauf les épisodes 4, 5, 11, 14, 17 et 21)
- Ken Kercheval : Cliff Barnes (sauf les épisodes 14, 15, 18 et 21)
- Victoria Principal : Pamela Barnes Ewing
- Charlene Tilton : Lucy Ewing (sauf l'épisode 15)

### Acteurs récurrents
- Mary Crosby : Kristin Shepard (à partir de l'épisode 3)
- Keenan Wynn : Digger Branes (à partir de l'épisode 3)
- Randolph Powell : Alan Beam
- Don Starr (en) : Jordan Lee
- Dennis Patrick (en) : Vaughn Leland (à partir de l'épisode 5)
- George O. Petrie (en) : Harv Smithfield
- Jocelyn Brando : Mme Reeves (4 épisodes)
- Jeff Cooper : Dr Simon Ellby (à partir de l'épisode 7)
- Jared Martin : Dusty Farlow (épisode 8, 10, 11, 17, 18, 19)
- Susan Howard : Donna Culver (à partir de l'épisode 15)

## Fiche technique

### Réalisateurs
- Irving J. Moore (10 épisodes)
- Leonard Katzman (7 épisodes)
- Leslie H. Martinson (2 épisodes)
- Gunnar Hellström (2 épisodes)
- Alexander Singer (2 épisodes)
- Larry Hagman (1 épisode)
- Harry Harris (1 épisode)

### Scénaristes
- Arthur Bernard Lewis (en) (6 épisodes)
- Camille Marchetta (en) (5 épisodes)
- Rena Down (3 épisodes)
- Leonard Katzman (3 épisodes)
- Loraine Despres (en) (2 épisodes)
- David Jacobs (2 épisodes)
- Worley Thorne (en) (1 épisode)
- D. C. Fontana, Richard Fontana (1 épisode)
- Jeff Young (1 épisode)
- Linda B. Elstad (1 épisode)
- Barbara Searles (1 épisode)

## Épisodes

### Épisode 1:Où est passé le petit John? (1/2)
- États-Unis : 21 septembre 1979 sur CBS

- John Ashton (Willie Joe Garr)
- Sandy Ward (Jeb Ames)

- Le titre original Whatever Happened to Baby John? est une référence à celui du film à suspense de Robert Aldrich Qu'est-il arrivé à Baby Jane ? (What Ever Happened to Baby Jane?, 1962).
- C'est le premier épisode où Ken Kercheval (Cliff Barnes) apparaît dans le générique du début.
- C'est la première participation à la série de George O. Petrie dans le durable rôle secondaire de Harv Smithfield, et de Randolph Powell dans celui de Alan Beam, régulier jusqu'à l'épisode 2 de la saison 4.
- Une fois n'est pas coutume, les scènes aux abords du ranch ont toutes vraiment été tournées en extérieur. Le reste de cette saison alternera à ces propos authentiques aperçus du ranch et prises de vue de sa réplique en studio.

### Épisode 2:Où est passé le petit John? (2/2)
- États-Unis : 28 septembre 1979 sur CBS

- John Ashton (Willie Joe Garr)
- Sandy Ward : Jeb Ames

- C'est la première participation à la série pour quatre épisodes de Jocelyn Brando (sœur aînée de l'acteur Marlon Brando) dans le rôle secondaire de la nurse Mme Reeves.
- Malgré leur promesse de revenir se venger, John Ashton et Sandy Ward dans les rôles respectifs de Willie Joe Garr et Jeb Ames interviennent ici pour la dernière fois.

### Épisode 3:Le Diagnostic
- États-Unis : 5 octobre 1979 sur CBS

- Martha Scott (Patricia Shepard)

- Désormais, la série semble prendre son rythme de croisière : les épisodes ne seront plus autant refermés sur eux-mêmes, laissant leur intrigue davantage en suspens d'un volet à l'autre.
- Le titre original The Silent Killer (littéralement : "le tueur silencieux") fait référence au mal héréditaire qui menace la famille Barnes.
- C'est le premier épisode où Mary Crosby et Keenan Wynn reprennent les rôles respectifs de Kristin Shepard, sœur de Sue Ellen, et Digger Barnes, père de Pamela et de Cliff, jusque là tenus par Colleen Camp et David Wayne.
- Alors qu'à un moment du dialogue, Lucy surnomme Kristin "Dracula" ("Lady Dracula" en anglais), Digger use pour la première fois dans la version originale du nom complet de Cliff, Clifford.
- Lucy regrette par ailleurs à un autre moment ne pas avoir assisté à un concert d'Elton John, alors au faîte de sa gloire.

### Épisode 4:Le Secret
- États-Unis : 12 octobre 1979 sur CBS

- Joan Van Ark (Valene Clements)

- Cet épisode fut pour la première fois diffusé aux États-Unis un peu plus de deux mois avant l'avènement la série dérivée Côte Ouest (1979-1993) centrée sur les personnages de Valene et Gary Ewing.
- Malgré sa mention au générique, Steve Kanaly n'apparaît pas dans cet épisode.

### Épisode 5:Kristin
- États-Unis : 19 octobre 1979 sur CBS

- Martha Scott (Patricia Shepard)

- Malgré sa mention au générique, Steve Kanaly n'apparaît pas dans cet épisode.
- Dans une séquence, Keenan Wynn porte manifestement un appareil auditif : vers la fin de sa vie, l'acteur souffrait réellement d'acouphènes chroniques.

### Épisode 6:La Chasse
- États-Unis : 26 octobre 1979 sur CBS

- Robert J. Wilke (Tom Owens)

### Épisode 7:Le Destin
- États-Unis : 2 novembre 1979 sur CBS

- Ronnie Scribner (Luke Middens)

- C'est la première participation de Jeff Cooper dans le rôle secondaire du Dr Simon Ellby avec qui Sue Ellen suit une analyse jusqu'à l'épisode 14 de la saison suivante.
- Quasi absente de ce volet, Charlene Tilton n'y prononce que deux courtes répliques.
- Ici dans le rôle du petit Luke, le jeune Ronnie Scribner ne participera qu'à un certain nombre de téléfilms et de séries populaires de 1978 à 1982.

### Épisode 8:Rodéo
- États-Unis : 9 novembre 1979 sur CBS

- Jared Martin dans le durable rôle secondaire de Dusty Farlow, futur amant de Sue Ellen, apparaît ici pour la première fois.
- Une photo montrant John McIntire et Susan Howard apparus dans les rôles respectifs de Sam et Donna Culver dans l'épisode 22 de la saison précédente vient soutenir l'idée d'un prochain retour de cette dernière.
- On voit dans le salon du ranch que le portrait de la famille Ewing a été échangé contre la photo de groupe sans doute la plus emblématique de la saga.

### Épisode 9:Angoisse(1/2)
- États-Unis : 16 novembre 1979 sur CBS

- Fait assez rare, les deux parties de ce double épisode ont été une première fois diffusées le même soir.
- Là où le titre original Mastectomy ("Mastectomie") se veut direct, sa traduction française Angoisse reste allusive, signe que le sujet était encore relativement tabou à l'époque de sa première diffusion.

### Épisode 10:Angoisse (2/2)
- États-Unis : 16 novembre 1979 sur CBS

- Bien que mentionné en tant que co-vedette, Randolph Powell n'apparaît pas de cette seconde partie du double épisode.
- Barbara Bel Geddes, qui remporta un Emmy Award à l'occasion de ce diptyque, avait réellement subi une mastectomie dans le courant des années 1971 et 1972.

### Épisode 11:Calomnie
- États-Unis : 23 novembre 1979 sur CBS

- Karlene Crockett (Muriel Gillis)

- Malgré sa mention au générique, Steve Kanaly n'apparaît pas dans cet épisode.
- Le titre original The Heiress ("l'héritière") se réfère au projet marital d'Alan Beam avec Lucy, trame narrative rappelant le classique de William Wyler justement intitulé L'Héritière (The Heiress, 1949) inspiré du roman de Henry James, Washington Square (1880).

### Épisode 12:L'Hypothèque
- États-Unis : 30 novembre 1979 sur CBS

- Bien que présente à l'écran dans trois séquences, Charlene Tilton ne prononce aucune réplique.
- Cet épisode constitue une des très rares occasions où Miss Ellie intervient dans les bureaux Ewing.
- Là où le titre français de cet épisode L'hypothèque se concentre sur son enjeu, l'original Ellie Saves the Day (littéralement : "Ellie sauve la situation") n'hésite pas à en dévoiler pour partie le dénouement.

### Épisode 13:Les Puits d'Asie
- États-Unis : 14 décembre 1979 sur CBS

- Parlant au téléphone à un journaliste, Lucy confirme que son nom complet est Lucy Ann Ewing.
- C'est le premier d'une longue liste d'épisodes mis en scène par un des comédiens de la saga : ici, Larry Hagman qui traite son rôle avec une ironie sans doute plus marquée qu'à l'accoutumée.

### Épisode 14:Départ pour la Californie
- États-Unis : 20 décembre 1979 sur CBS

- Ted Shackelford (Gary Ewing)
- Joan Van Ark (Valene Clements)
- Terry Lester (Rudy Millington)

- Malgré leur mention au générique, ni Steve Kanaly ni Ken Kercheval n'apparaissent dans ce volet.
- Cet "épisode-tremplin" fut diffusé huit jours avant l'inauguration de la série dérivée Côte Ouest (Knots Landing, 1979-1993) centrée sur la vie des parents de Lucy sur la côte californienne.
- Ted Shackelford reprend ici le rôle de Gary Ewing tenu par David Ackroyd dans le premier diptyque de la saison précédente.

### Épisode 15:La Promotion
- États-Unis : 28 décembre 1979 sur CBS

- Mel Ferrer (Harrison Page)
- Tom Fuccello (Dave Culver)

- Malgré leur mention au générique, ni Charlene Tilton ni Ken Kercheval n'apparaissent dans ce volet.
- Ne figurant que dans deux épisodes dans le rôle de Harrison Page, le vétéran hollywoodien Mel Ferrer participera de manière nettement plus récurrente à la série concurrente Falcon Crest (1981-1990).
- Rôle secondaire récurrent tout au long de la saga, Dave Culver interprété par Tom Fuccello apparaît ici pour la première fois.

### Épisode 16:Le Beau Parti
- États-Unis : 4 janvier 1980 sur CBS

- Karlene Crockett (Muriel Gillis)

- N'intervenant que dans une séquence, Linda Gray ne prononce que deux courtes répliques
- À noter les sonorités disco de la soirée organisée par Cliff Barnes alors que ce genre musical connaît justement ses toutes dernières heures de gloire (la Disco Demolition Night du 12 juillet 1979 marquant historiquement son coup d'arrêt). Dans le thème mélodique américain du générique de la série, les accents disco seront à ce propos très prochainement gommés.

### Épisode 17:Recherche de paternité
- États-Unis : 11 janvier 1980 sur CBS

- Fern Fitzgerald : Marilee Stone

- Malgré sa mention au générique, Steve Kanaly n'apparaît pas dans cet épisode.
- Régulièrement employée comme ici dans des scènes de soirées mondaines, la technique de mise en scène consistant en un long plan séquence où la caméra évolue entre plusieurs petits groupes de personnages fut initiée par Sacha Guitry, en usant d'abord par pur soucis d'économie.

### Épisode 18:Le Retour de Jenna
- États-Unis : 18 janvier 1980 sur CBS

- Mel Ferrer (Harrison Page)
- Francine Tacker (Jenna Wade)
- Tom Fuccello (Dave Culver)
- Don Porter (Matt Devlin)

- Malgré sa mention au générique, Ken Kercheval n'apparaît pas dans cet épisode.
- Déjà incarné par Morgan Fairchild dans le volet 3 de la saison précédente, le personnage de Jenna Wade resurgit ici une première fois (et dans l'épisode suivant) sous les traits de Francine Tacker.
- À un moment du dialogue original, Ray évoque ironiquement comme sujet de conversation possible les "foreign movies" (littéralement: "films étrangers", traduit dans la VF "films en VO") : aux États-Unis plus encore qu'en Europe, marquer son intérêt pour des productions étrangères (et à plus forte raison en VO sous-titrée) est perçu comme le comble du snobisme.

### Épisode 19:Le Choix de Sue Ellen
- États-Unis : 1er février 1980 sur CBS

- Francine Tacker (Jenna Wade)

- Ici incarné une deuxième et dernière fois par Francine Tacker, le personnage de Jenna Wade s'imposera à nouveau, et cette fois ent tant que pilier permanent de la saga, sous les traits de Priscilla Presley à partir de l'épisode 7 de la saison 7.
- C'est la première fois que Dusty fait référence à son père, Clayton Farlow, qui interviendra d'abord épisodiquement en cours de saison suivante avant de s'imposer sur le long terme à partir de la saison 5.
- Selon Patrick Duffy, les acteurs interprétant les serviteurs d'origine méxicaine, Raoul et Teresa, étaient en fait quatre, alternant respectivement dans les deux rôles selon que les scènes étaient tournées dans le vrai ranch au Texas ou dans sa réplique en studio en Californie.
- À un moment, on voit Sue Ellen amuser son bébé avec sa bague : Linda Gray admettra plus tard que ce détail visait bien plus à le distraire pour épargner à la scène d'être gâchée par des pleurs.

### Épisode 20:Le Grand Amour
- États-Unis : 8 février 1980 sur CBS

- Malgré sa mention au générique, Steve Kanaly n'apparaît pas dans cet épisode.
- Fait assez rare, Lucy est vue à un moment plongée dans la lecture d'un roman classique : Madame Bovary de Gustave Flaubert, qu'elle définit hâtivement comme "une des plus grandes histoires d'amour de tous les temps".

### Épisode 21:Double jeu
- États-Unis : 15 février 1980 sur CBS

- James Brown (acteur) (Dét. Harry McSween)
- Don Porter (Matt Devlin)

- Malgré leur mention au générique, ni Steve Kanaly ni Ken Kercheval n'apparaissent dans cet épisode.
- N'intervenant que dans une séquence, Charlene Tilton n'y prononce qu'une seule réplique.
- Le titre original Divorce - Ewing Style (littéralement : "Divorce à la Ewing") est une ironique référence à celui de la comédie de mœurs italienne Divorce à l'italienne (Divorzio all'italiana) réalisée par Pietro Germi en 1961 avec Marcello Mastroianni.

### Épisode 22:Le Procès (1/2)
- États-Unis : 22 février 1980 sur CBS

- Don Porter (Matt Devlin)
- Nicolas Coster (Lyle Sloan)

- Selon le créateur de la série David Jacobs, ce volet devait initialement conclure la saison 3 mais, surprise par le succès de la saga, la chaîne américaine CBS commanda trois épisodes supplémentaires devant donc aboutir à un cliffhanger plus spectaculaire encore.
- À un moment du dialogue, J.R. ironise sur l'acharnement procédurier de Cliff en évoquant l'affaire Bonnie et Clyde, célèbre couple de gangsters qui inspira le fameux film d'Arthur Penn sorti en 1967.
- Bien que présent dans une poignée de séquences, Keenan Wynn ne prononce aucune réplique.
- Le procès annoncé par le titre ne se déroulera en fait que dans la partie suivante.
- Nicolas Coster reprend ici le rôle de Lyle Sloan déjà tenu une première fois par Charles Siebert dans l'épisode 18 de la saison précédente.

### Épisode 23:Le Procès (2/2)
- États-Unis : 29 février 1980 sur CBS

- Don Porter (Matt Devlin)
- Stephen Elliott (Scotty Demarest)
- Nicolas Coster (Lyle Sloan)
- William Watson (Hutch McKinney)

- Procédant par élimination, l'avocat de Jock indique que toute personne de plus de 28 ans aurait pu être l'assassin, ce qui exclut a priori Bobby. En réalité, Patrick Duffy était alors déjà âgé de 30 ans.
- C'est la première fois de la série qu'il est fait usage d'un flash back, doublé d'un plan subjectif.
- Dans le rôle de la mère de Pamela, Rebecca Barnes, on reconnaît Victoria Principal.
- Keenan Wynn dans le rôle de Digger Barnes intervient ici pour la dernière fois.
- Figurant dans les séquences de procès, Charlene Tilton ne prononce aucune réplique.

### Épisode 24:Nationalisation
- États-Unis : 14 mars 1980 sur CBS
- France : 29 mai 1982 sur TF1 le samedi soir à 22H.

- Lesley Woods (Amanda Ewing)

- Le tout premier plan de cet épisode est manifestement une photo fixe du ranch.
- C'est la première fois qu'on voit Bobby porter la main sur J.R.
- Ici tenu par Lesley Woods, le rôle d'Amanda Ewing sera ensuite tenu par Susan French dans l'épisode 28 de la saison 8 puis par une plus jeune Diane Franklin dans le téléfilm préquelle Dallas quand tout a commencé... (1986).
- Sue Ellen ironise dans la version originale en usant de l'expression "wheeling and dealing" ("magouiller" ou comme il est dit dans la VF : "jongler avec les chiffres") dont est tiré le titre anglais de ce volet et qui sera désormais employée dans la V.O. de la plupart des épisodes qui suivront.

### Épisode 25:Le Départ
- États-Unis : 21 mars 1980 sur CBS
- France : 18 septembre 1982 sur TF1 le samedi soir à 22h.

- James Brown (acteur) (Dét. Harry McSween)

- Le titre original de l'épisode A House Divided (litt. : "une maison divisée") est tiré d'un passage du célèbre discours (en) d'Abraham Lincoln, lui-même doublement inspiré de la Bible (Saint Marc chapitre 3 verset 25 et Saint Mathieu chapitre 12 verset 25) : "A house divided against itself cannot stand" ("une maison divisée contre elle-même ne peut subsister.")
- Malgré sa mention au générique, Steve Kanaly n'intervient à aucun moment.
- Ce dernier volet de la saison 3, plus connu par l'accroche publicitaire qu'il suscita, "Who shot J.R.?" ("qui a tiré sur J.R. ?"), constitue l'un des plus mémorables cliffhangers de l'histoire de la télévision américaine : non seulement la vie du héros central d'une série était a priori sérieusement menacée mais l'identité de l'assassin fit l'objet des plus folles conjectures médiatiques (paris à l'appui) pendant les mois qui suivirent sa première diffusion. Ajoutant à l'effervescence générale, la grève des acteurs de l'année 1980 retarda encore de trois mois la révélation du coupable.
- Malgré une première programmation française retardée de plus de deux ans, le suspense fut globalement maintenu pour qui ne lisait pas la presse étrangère (l'ère du numérique et d'internet ayant depuis largement changé la donne).
- La diffusion en France de la série ne débuta à ce propos qu'à partir du 24 janvier 1981, quelques semaines après celle outre-Atlantique de la résolution du mystère, le 21 novembre 1980.
- À noter par ailleurs l'usage peu habituel du plan subjectif figurant le point de vue du tueur, popularisé à l'époque par de nombreux slashers.